# Stor Klar Astrakan

Stor klar astrakan (litografi av målning av Henriette Sjöberg (1842–1915)).

Stor klar astrakan är en äppelsort vars skal är av en gröngul-aktig färg, och litet rött. Sorten är en svensk sort från 1700-talet. Trädet står bäst där den får mycket sol, och köttet från ett träd som är planterad på en sådan plats smakar saftigt och sött. Blomningen på detta äpple är medeltidig, och äpplet pollineras av bland annat Transparente Blanche och Wealthy. I Sverige odlas sorten gynnsammast i zon II-V.